# Torre Colomera
La Torre Colomera, també coneguda com a Torre Talaia o Torre del Colomer, és una antiga torre de vigilància situada en la carretera d'Orpesa a Benicàssim per la costa, a 3 km al sud, al costat de l'àrea d'esbarjo del Bovalar, sobre un promontori calcari del cretaci inferior, envoltada de coscoja i margalló, està en ruïnes i s'accedeix a ella des de la Via Verda del Mar.
Està catalogada de forma genèrica com Bé d'Interès Cultural, segons consta en la Direcció general de Patrimoni Artístic de la Generalitat Valenciana, amb el codi: 
12.03.085-006.
Aquesta torre, al costat de la Torre de la Corda (al sud) i la Torre del Rei (al nord), entre d'altres, forma part del conjunt de torres de vigilància amb finalitat defensiva que envoltaven la costa d'Orpesa, tancant el cercle defensiu de nord a sud.
La torre data del segle xvi (1553), època en la qual es produeixen freqüents atacs de pirates berberiscos a la zona costanera mediterrània, per la qual cosa Fernando d'Antequera inicia una fase de construcció de torre de vigilància per poder preveure i alertar de possibles atacs a la població per a la seva defensa.
Les torres de vigilància es construïen al costat de la costa i eren de considerable altura (per tenir una visió més àmplia tant del mar com de les torres properes, a les quals havien d'avisar mitjançant senyals dels atacs).
Es va concebre i va construir com a auxiliar a la Torre del Rei en les labors de vigilància per augmentar el control sobre la costa. Està inventariada com a part de l'inventari d'armament i personal de les torres del districte de Castelló, de 1728, que va ser redactat per mandat del Príncep de Campoflorido (que va ser Comandant General de la província i capital de Guipúscoa en 1716; Capità general de Guipúscoa en 1718; governador de Ceuta en 1719-1720; Capità general de València en 1723; així com ambaixador d'Espanya a França).
Solen de planta circular i estructura és cònica, els seus murs de maçoneria presenten petites finestres rectangulars. Actualment la torre està desmochada.